# Ofiara niewinności
Ofiara niewinności (ang. The Girl Who Came Between Them/Victim of Innocence) to amerykański telewizyjny melodramat obyczajowy zrealizowany w 1990 roku.

## Treść
Barry Huntoon (Anthony John Denison) mieszka z żoną Laurą (Cheryl Ladd) i córką Amandą (Amber Rose Kelly) w pięknym domu. Są szczęśliwą rodziną. Małżonkowie oczekują z radością na narodziny kolejnego potomka. Barry jest amerykańskim weteranem wojny wietnamskiej. Mija właśnie trzynaście lat od jego powrotu z frontu, gdy wraca nieoczekiwanie przeszłość. W gazecie Huntoon znajduje zdjęcie pewnej dziewczyny i jest przekonany, że to jego córka. Miał kiedyś romans z młodą Wietnamką, którą musiał opuścić, gdy zaszła w ciążę. Żonie nie mówił nigdy o tym epizodzie swojego życia. Nękany poczuciem winy Barry podejmuje starania o sprowadzenie 14-letniej Mai (Melissa Chan) do siebie. Laura wspomaga go w tym przedsięwzięciu z dużym zrozumieniem. Okazuje się wtedy, że matka dziecka, Nhung (Julia Nickson-Soul), uznana za zmarłą, żyje i chce również przyjechać do USA. Pobyt Nhung i Mai w domu Huntoonów staje się niebawem powodem kryzysu w małżeństwie Barry'ego i Laury. Dochodzi do konfrontacji odmiennych postaw życiowych i mentalności, a na domiar złego w Barrym odżywają dawne uczucia do Nhung. Nieoczekiwanie sytuacja komplikuje się jeszcze bardziej. Barry stwierdza, że Mai nie jest jego córką, a Nhung dawną wietnamską przyjaciółką.